# Соња (документарни филм)
Соња је документарни филм о животу и раду српске глумице Соње Савић (1961 — 2008). Представља резултат двогодишњег рада Драгане Кањевац , идејног творца и режисера овог филма. 
Према речима ауторке, мотив филма је спој између личног и општег. Прерана смрт глумице је погодила емотивно, због личног познанства, али се у филму веродостојно прати Соњин живот и рад, анализира њена противречна личност и плодоносна каријера. О Соњи говоре њене колеге, пријатељи и друге познате личности:
- Раде Шербеџија
- Драган Николић
- Душан Ковачевић
- Светислав Гонцић
- Милутин Петровић
- Маја Веис
- Зоран Костић Цане
- Јован Јовановић
- Недељко Деспотовић
- Небојша Пајкић
- Станко Црнобрња
- Нинослав Ранђеловић
- Момчило Ковачевић
- Александар Глигоријевић
- Јан Цвиткович
- Драго Милиновић
- Петар Јаконић
- Георгије Марић
- Милош Радивојевић

који су познавали глумицу, учили, радили или се дружили са њом. Из њихових сведочанстава можемо да се упознамо и са Соњиним глумачким почецима. Саговорници препричавају њихове прве сусрете са младом Соњом на сцени и ван ње. Према речима ауторке, од саговорника, који су познавали глумицу још из млађих дана, сазнала је колико је Соња била потпуно посебна, невероватно сугестивна, као дете умна за своје године, веома савесна и тачна, а многе од ових особина остаће везане за њену личност и касније. Осим тога, поседовала је огромну интуицију и способност да брутално тачно процени човека или појаву, што је волела да искаже на непосредан начин, често и на сопствену штету. 
Осамдесетих година 20. века ушла је у југословенску кинематографију и постала урбана икона генерације која је на прагу зрелости дочекала распад земље и регионалног културног простора. У деведесетим годинама бира живот ван институција, критички друштвени став, бави се експерименталном позориштем и видео уметношћу. Након 2000. године, кроз словеначки филм се враћа у регионалну кинематографију. Међутим, у исто време трају и њена побуна против друштвених стега у демократским рукавицама, лична драма огорчења и изолације, који се окончавају смрћу.
Филмом провејава могућа одговорност друштва за њену судбину. Неки саговорници помињу да би њене перспективе биле боље да је живела у уређеној земљи, када би наше друштво знало да негује своје највише вредности. 
Документарац нас подсећа на легендарне сцене из Соњиних најпопуларнијих филмова. Приказане су њене бројне изјаве и исповести из различитих периода. Укључена је обимна архивска грађа попут Драганиног интервјуа са Соњом за Арт канал 1993. године, интервју Горана Гоцића са глумицом на Радио Сајму 2003. године, као и аудио-снимак интервјуа Недељка Деспотовића за „Политику” поводом Соњиног јубилеја – три деценије рада. 
Филм „Соња“ у трајању од 43 минута, направљен је у продукцијској кући „Bastards Production“, на челу са младим продуцентом Ненадом Величковићем, директор фотографије Јован Милинов и монтажер Феђа Хаџић. Филм је подржало Министарство културе Републике Србије и Градски секретаријат за културу града Београда.
Филмом „Соња“ отворен је 59. Београдски фестивал краткометражног и документарног филма 30. марта 2012. године најстаријем фестивалу у Србији.
За потребе филма снимљено је много сати материјала, који није укључен у овај документарни филм, па је у плану и серијал.